# Haloptilus paralongicirrus
Haloptilus paralongicirrus är en kräftdjursart som beskrevs av Mungo Park 1970. Haloptilus paralongicirrus ingår i släktet Haloptilus och familjen Augaptilidae. Inga underarter finns listade i Catalogue of Life.